# Мостки (Конінський повіт)
Мо́стки (пол. Mostki) — село в Польщі, у гміні Сомпольно Конінського повіту Великопольського воєводства.
Населення — 388 осіб (2011).
У 1975—1998 роках село належало до Конінського воєводства.

## Демографія
Демографічна структура станом на 31 березня 2011 року:
|          | Загалом | Допрацездатний вік | Працездатний вік | Постпрацездатний вік |
| -------- | ------- | ------------------ | ---------------- | -------------------- |
| Чоловіки | 186     | 41                 | 128              | 17                   |
| Жінки    | 202     | 47                 | 116              | 39                   |
| Разом    | 388     | 88                 | 244              | 56                   |